# .gi
A .gi Gibraltár internetes legfelső szintű tartomány kódja, melyet 1995-ben hoztak létre. Mivel ugyanez a rövidítése, a spanyol Girona megye is ezt a területet használja.